# Matti Cipra
Matti Cipra es un deportista alemán que compite en vela en la clase 470. Ganó dos medallas en el Campeonato Europeo de 470, plata en 2021 y bronce en 2018.

## Palmarés internacional
| \| Campeonato Europeo \| Campeonato Europeo \| Campeonato Europeo \| Campeonato Europeo \| \| Año \| Lugar \| Medalla \| Clase \| \| ------------------ \| -------------------- \| ------------------ \| ------------------ \| \| 2018 \| Burgas (Bulgaria) \| Medalla de bronce \| 470 \| \| 2021 \| Vilamoura (Portugal) \| Medalla de plata \| 470 mixto \| |                      |                   |           |
| Campeonato Europeo |                      |                   |           |
| Año | Lugar                | Medalla           | Clase     |
| 2018 | Burgas (Bulgaria)    | Medalla de bronce | 470       |
| 2021 | Vilamoura (Portugal) | Medalla de plata  | 470 mixto |